# سیارک ۶۶۸۶
سیارک ۶۶۸۶ (به انگلیسی: 6686 Hernius، نامگذاری:1979QC2) شش هزار و ششصد و هشتاد و ششمین سیارک کشف شده‌است که در ۲۲ اوت ۱۹۷۹ کشف شد.
قدر مطلق سیارک برابر ۱۲٫۷۰ است.